# Tomáš Verner

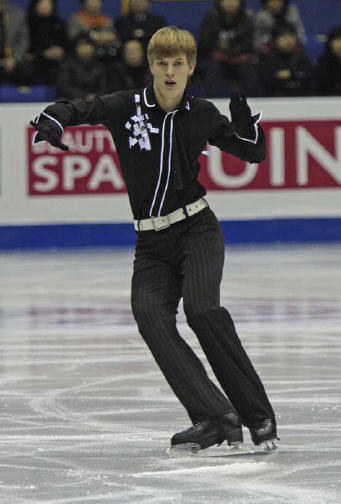
Verner 2008-ban

Tomáš Verner (Písek, 1986. június 3. –) cseh műkorcsolyázó, 2008 Európa-bajnoka. 2008 decemberében a világranglista vezetője.

## Pályafutása
Verner ötévesen kezdett el korcsolyázni, majd 12 évesen szülővárosából Prágába költözött, hogy ott tudjon edzeni, és sikeresebb legyen. Első hazai bajnoki címét a 2001–02-es szezonban nyerte, ezzel jogot szerzett magának az Európa-bajnokságon való indulásra, ahol végül a 14. helyen végzett. Az az évi világbajnokságon rosszul szerepelt, a szabadprogramját már be sem mutathatta. A következő 4 évben Verner legjobb helyezése az Eb-n 10., világbajnokságon pedig a 13. hely volt.
2007-ben hatalmasat javultak az eredményei. Az az évi varsói Európa-bajnokságon a kűr után még az első helyen állt, a végén azonban csak második lett a francia Brian Joubert mögött. Ezzel a teljesítménnyel az első cseh érmes lett 1992 óta. Ebben az évben a világbajnokságon a negyedik helyen végzett.
2008-ban Verner az első cseh Európa-bajnok lett Petr Barna 1992-es sikere óta. A világbajnokságon a kűr után még a negyedik helyen állt, tehát érmes reményei lehettek, a szabadprogramban azonban többször is elesett, és végül csak a csalódást keltő 15. helyen végzett.

## Programja
| Szezon    | Kűr                                                    | Szabadprogram                                                                                           | Gála                                                                         |
| --------- | ------------------------------------------------------ | --- | ---------------------------------------------------------------------------- |
| 2009-2010 | Zorba, a görög Míkisz Theodorákisz                     | A Keresztapa Soundtrack by Nino Rota and Carmine Coppola                                                | Always Look on the Bright Side of Life Monty Python Michael Jackson egyveleg |
| 2008–2009 | Melodie en Crépuscule & Gypsy Swing (Django Reinhardt) | Tango Medley: Oblivion, Adios Nonino, Libertango by Astor Piazzolla and La Cumparsita (Matos Rodriguez) |                                                                              |
| 2007–2008 | Melodie en Crépuscule & Gypsy Swing Django Reinhardt   | Tigris és sárkány Tan Dun                                                                               | Volare Gypsy Kings                                                           |

## Eddigi eredményei

### 2004 óta
| Esemény                    | 2004-2005 | 2005-2006 | 2006-2007 | 2007-2008 | 2008-2009 | 2009-2010 |
| -------------------------- | --------- | --------- | --------- | --------- | --------- | --------- |
| Téli olimpiai játékok      |           | 18.       |           |           |           | 19.       |
| Világbajnokság             | 16. QR    | 13.       | 4.        | 15.       | 4.        |           |
| Európa-bajnokság           |           | 10.       | 2.        | 1.        | 6.        | 10.       |
| Cseh bajnokság             |           | 1.        | 1.        | 1.        |           | 2.        |
| Grand Prix-döntő           |           |           |           |           | 4.        | 6.        |
| Cup of Russia              |           |           | 4.        |           | 2.        |           |
| Cup of China               |           |           |           |           | 3.        |           |
| NHK-kupa                   |           |           |           | 2.        |           |           |
| Trophee Eric Bompard       |           |           |           | 6.        |           | 2.        |
| Skate Canada International |           |           | 5.        |           |           |           |
| Karl Schäfer Memorial      |           | 1.        | 2.        |           | 3.        |           |
| Nebelhorn Trophy           |           | 3.        | 1.        | 3.        | 4.        |           |
| Finlandia Trophy           | 6.        |           |           | 1.        |           |           |
| Ondrej Nepela Memorial     |           | 3.        |           |           |           |           |

- QR = Selejtező

### 2004 előtt
| Esemény                        | 2000-2001 | 2001-2002 | 2002-2003 | 2003-2004 |
| ------------------------------ | --------- | --------- | --------- | --------- |
| Világbajnokság                 |           | 26.       | 22.       | 19.       |
| Európa-bajnokság               |           | 14.       | WD        | 10.       |
| Junior világbajnokság          | 17.       |           |           | 14.       |
| Cseh műkorcsolya-bajnokság     | 2.        | 1.        | 1.        | 1.        |
| ISU Junior Grand Prix döntő    |           |           | 7.        | 6.        |
| Junior Grand Prix, Bulgária    |           |           |           | 2.        |
| Junior Grand Prix, Csehország  |           |           |           | 1.        |
| Junior Grand Prix, Olaszország |           |           | 5.        |           |
| Junior Grand Prix, Németország |           |           | 2.        |           |
| Karl Schäfer Memorial          |           |           | 11.       |           |
| Bofrost-kupa                   |           |           |           | 6.        |

- WD = Visszalépett